# Régime matrimonial
Le droit des régimes matrimoniaux a pour objet l'étude du régime des biens entre les époux, c'est-à-dire des conséquences d'ordre pécuniaire qui résultent, pour eux, du mariage, non seulement dans leurs rapports réciproques, mais aussi dans leurs rapports avec les tiers, spécialement avec leurs créanciers.
Le droit de common law ignore la notion de régime matrimonial et le remplace, plus ou moins, par d’autres règles qui ne constituent pas un système cohérent et stable. Pratiquement cependant, des règles particulières s’imposent.
La communauté de vie créant nécessairement une communauté d’intérêts pécuniaires, il faut bien savoir par exemple comment se répartissent les charges du mariage ; de même qu’il est important de savoir si les tiers auront une action contre tous les biens des époux ou seulement sur certains d’entre eux.

## Par pays

### France
En France, le droit des régimes matrimoniaux est une branche du droit regroupant les règles qui s'appliquent aux époux liés par le mariage pendant leur vie commune et au moment de la dissolution de leur union. La gestion des biens, les obligations pécuniaires des époux envers les tiers, leurs obligations familiales, la composition de leurs patrimoines (biens communs, propres ou indivis) pendant et après le mariage sont décrits dans leur régime matrimonial.
Il existe deux grandes catégories de régimes matrimoniaux : 
- les régimes communautaires, dans lesquels la plupart des biens appartiennent en commun aux époux 
  - communauté réduite aux acquêts
  - communauté de meubles et acquêts
  - communauté universelle
- les régimes séparatistes, dans lesquels l'un des époux, ou les deux, est ou a vocation à être, à la tête d'un patrimoine personnel et où chacun répond seul de ses dettes
  - participation aux acquêts
  - séparation de biens

Le droit français laisse la liberté aux époux de choisir leur régime matrimonial en rédigeant un contrat de mariage au moment du mariage ou, éventuellement, pendant la vie commune. Cette liberté de choix est prévue par l'article 1387 du code civil et permet aux intéressés d'organiser comme ils le désirent leurs relations patrimoniales, sous réserves de respecter un minimum de règles communes que l'on nomme le statut impératif de base. À défaut de contrat de mariage, la loi française prévoit que les époux sont soumis au régime légal qui est, depuis le 1er février 1966, la communauté réduite aux acquêts, grâce à la promulgation de la loi du 13 juillet 1965. Antérieurement le régime légal était la communauté de biens meubles et acquêts.
Il faut préciser que depuis le 1er septembre 1992 (date d'entrée en vigueur en France de la Convention de La Haye du 14 mars 1978) les mariages de citoyens français, en France ou à l'étranger, avec un Français ou avec un étranger, et les mariages d'étrangers en France, sont aussi régis par la Convention de La Haye du 14 mars 1978 sur la loi applicable aux régimes matrimoniaux.

### Québec (Canada)
En droit québécois, il existe trois régimes matrimoniaux : la société d'acquêts, la séparation de biens et la communauté de meubles et d'acquêts. La société d'acquêts est le régime par défaut depuis 1970.
Dans la société d'acquêts, les biens sont divisés entre les biens propres et les biens acquêts. Ce régime est offert aux couples mariés qui ne signent pas préalablement de convention matrimoniale.
Dans la séparation de biens, les biens de chaque époux sont administrés séparément, quand les époux signent un contrat de mariage ou une union civile notarié.
Dans la communauté de meubles et d'acquêts (ou communauté de biens), les biens sont divisés entre biens propres, biens communs et biens réservés de la femme. Il s'agissait du régime matrimonial par défaut au Québec jusqu'en 1970 pour les époux qui ne signaient pas un contrat de mariage notarié. Il peut encore être choisi de nos jours par les époux dans un contrat de mariage notarié.
Il peut aussi exister des régimes matrimoniaux créés sur mesure ou bien des régimes matrimoniaux étrangers pour les couples mariés à l'étranger, dans certaines situations prévues par le livre du droit international privé du Code civil du Québec.

### Suisse
En Suisse, le droit matrimonial est réglé par le Code civil suisse (articles 159 à 251).